# منارة باكستان
منارة باكستان (بالأردو:مینارِ پاکستان) هو نصب تذكاري وطني يقع بمدينة لاهور في باكستان. 
يعكس البرج مزيجًا من العمارة المغولية-الإسلامية والعمارة الحديثة.

## نبذة تاريخية
بُني هذا البرج بين عامي 1960 و 1968 في الموقع الذي أصدرت فيه العصبة الإسلامية قرار لاهور في 23 مارس 1940، وهو أول دعوة رسمية لإقامة وطن مستقل لمسلمي الهند البريطانية. وقد ساعد القرار في النهاية على ظهور دولة باكستانية مستقلة عام 1947.
صمم البرج وأشرف عليه المهندس المعماري نصر الدين مراد خان. حيث تم وضع حجر الأساس في 23 مارس 1960. وقد استغرق البناء ثماني سنوات، وانتهى في 21 أكتوبر 1968 بتكلفة تقدر بمبلغ 7،058،000 روبية. تم جمع الأموال من خلال فرض ضريبة إضافية على تذاكر سباق الخيل والسينما، بناءً على طلب "اختار حسين"، حاكم غرب باكستان.
اليوم، توفر المئذنة رؤية بانورامية للزوار الذين لا يستطيعون تسلق السلالم أو الوصول إلى القمة. تتوفر المنتزهات من حول النصب على نوافير رخامية وبحيرة اصطناعية.

## صور

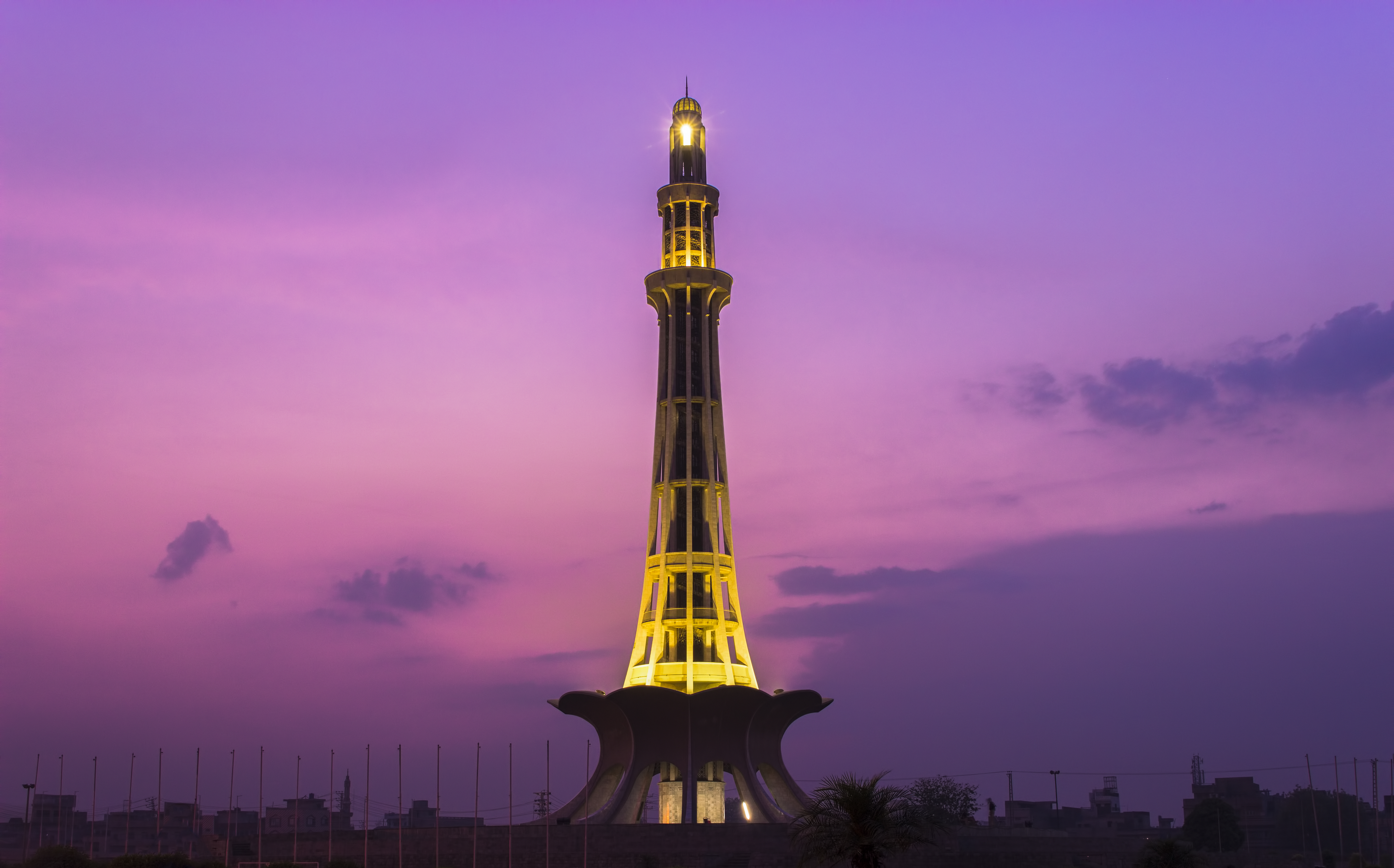
منارة باكستان
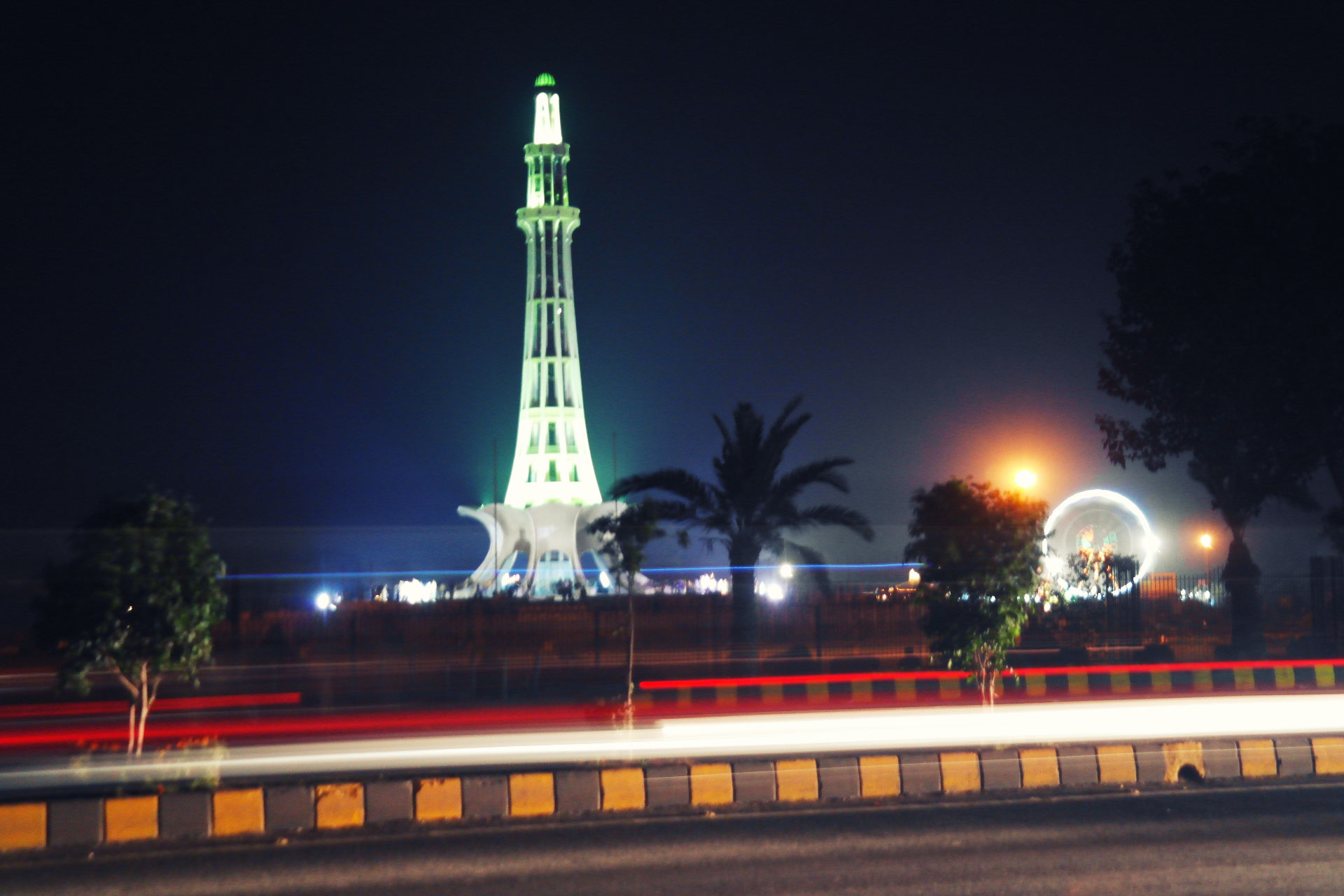
منارة باكستان ليلا
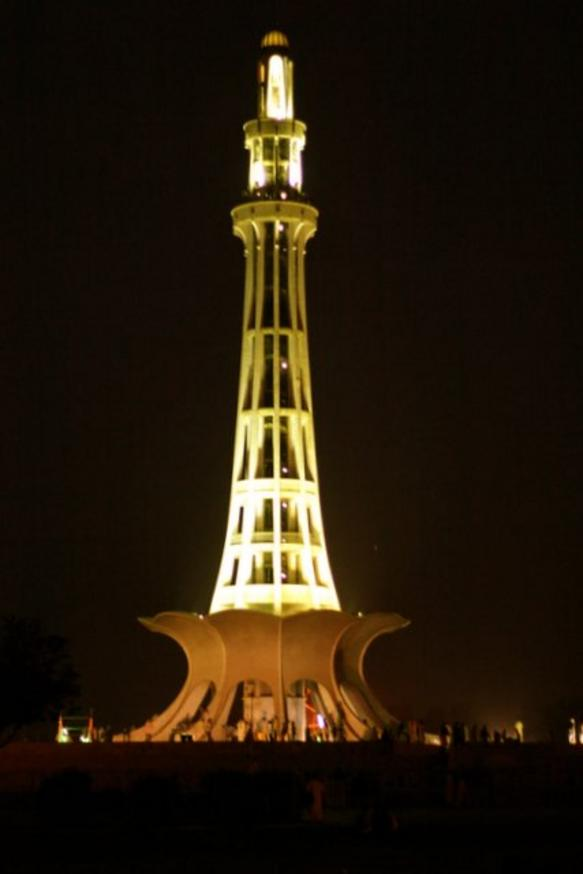
منارة باكستان ليلا

## روابط خارجية
- https://web.archive.org/web/20070311052425/http://archnet.org/library/sites/one-site.tcl?site_id=364
- https://web.archive.org/web/20070109183759/http://www.lahore.com/content/section/4/45/